# U-Bahnhof Giovanni XXIII
Der Bahnhof Giovanni XXIII ist ein unterirdischer Bahnhof der U-Bahn Catania. Er befindet sich unter dem gleichnamigen Platz, in unmittelbarer Nähe des Hauptbahnhofs.

## Geschichte
Der Bahnhof Giovanni XXIII wurde am 20. Dezember 2016 in Betrieb genommen.

## Anbindung
| Linie | Verlauf                                                                                       |
| ----- | --------------------------------------------------------------------------------------------- |
|       | Nesima – San Nullo – Milo – Borgo – Giuffrida – Italia – Galatea – Giovanni XXIII – Stesicoro |